# Putin. Człowiek bez twarzy
Putin. Człowiek bez twarzy – książka Mashy Gessen z 2012 roku o Władimirze Putinie. Łączy w sobie zarówno podejście psychologiczne, jak i konspiracyjne, napisane jasnym i angażującym językiem. Urodzona w Moskwie autorka rozumie kulturę i psychologię Rosji. Jej rodzina opuściła Rosję, gdy była nastolatką, ale wróciła na 10-letni pobyt jako niezależna dziennikarka. Analiza Putina przez Gessen jest głównie spekulacyjna, ale dokładnie bada relacje z jego życia i wykorzystuje wywiady z ludźmi, którzy znali Putina, zanim doszedł do władzy, aby sformułować jej wnioski.
Książka opisuje wczesne życie Władimira Putina, w tym jego relacje z rodzicami i życie szkolne pod rządami komunistycznymi. Gessen przedstawia wczesne lata Putina, aby uświadomić czytelnikowi, jak został ukształtowany na człowieka, którym się stał. Książka analizuje kontrowersje związane z osobą Putina i wojny, w które był zaangażowany, takie jak pierwsza wojna czeczeńska, i zawiera historie o byłym rosyjskim przywódcy Borysie Jelcynie. Dalej wyjaśnia związek między nim a jego żoną. Następnie omawia kontrowersje w rządzie i ostateczne dojście Putina do władzy na Kremlu.
Książka miała wiele recenzji. Również CIA dokonała przeglądu. Sprzedawała się dobrze, ale miała mieszane recenzje. Wraz z pozytywnymi recenzjami pojawiły się mieszane opinie. Wielu powiedziało, że Gessen ma stronnicze poglądy lub były książki o Putinie, które zostały napisane lepiej. W recenzji oficera CIA Johna Ehrmana stwierdzono: „Jako biografia jest zadowalająca, ale nic poza tym” i „niewiele z tego, co Gessen ma do powiedzenia, jest nowe”. Opisał ich zdjęcia jako „skuteczne jako anty-putinowska propaganda”.
W 2013 r. książka została nominowana do nagrody Pushkin House Russian Book Prize.